# Horný Tisovník
Horný Tisovník – wieś (obec) na Słowacji położona w kraju bańskobystrzyckim, w powiecie Detva. Pierwsze wzmianki o miejscowości pochodzą z roku 1573. 
Według danych z dnia 31 grudnia 2012, wieś zamieszkiwało 210 osób, w tym 98 kobiet i 112 mężczyzn.
W 2001 roku pod względem narodowości i przynależności etnicznej miejscowość zamieszkiwali wyłącznie Słowacy.
Ze względu na wyznawaną religię struktura mieszkańców kształtowała się w 2001 roku następująco:
- Katolicy rzymscy – 26,37%
- Grekokatolicy – 0,37%
- Ewangelicy – 69,23%
- Ateiści – 3,3%
- Nie podano – 0,73%